# Andreas Osiander der Jüngere

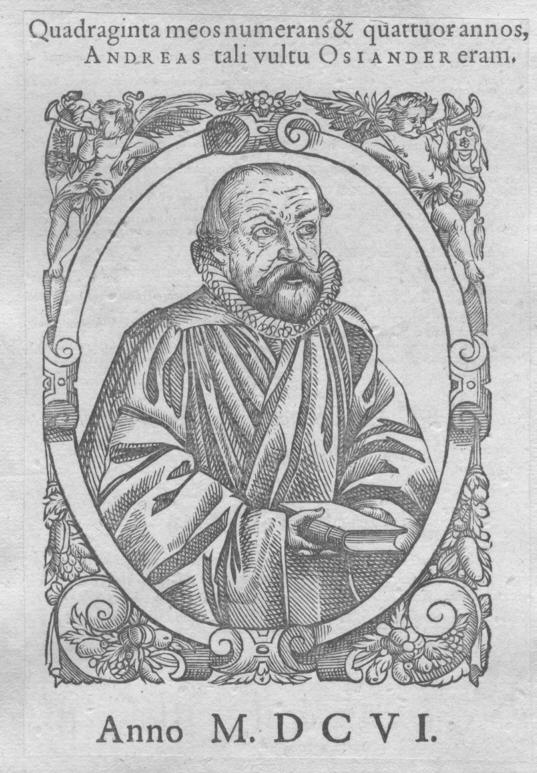
Andreas Osiander, Holzschnitt von 1606

Andreas Osiander der Jüngere (* 26. Mai 1562 in Blaubeuren; † 21. April 1617 in Tübingen) war ein deutscher lutherischer Theologe und Kirchenlieddichter.

## Leben
Der Sohn von Lucas Osiander d. Ä. studierte ab 1576 an der Universität Tübingen, wo er 1579 den akademischen Grad eines Magisters der Philosophie erwarb. Daraufhin wurde er Vikar in Vaihingen an der Enz, später Repetent in Tübingen, wo er sich neben seinen theologischen Studien auch mit der Astronomie beschäftigte. 1584 wurde er Diakon in Urach, 1587 Pfarrer in Güglingen, 1590 Hofprediger in Stuttgart und damit Kollege seines Vaters.
Nachdem er 1592 zum Doktor der Theologie promoviert worden war, übertrug man ihm 1598 die Generalsuperintendentur und Prälatur von Adelberg. 1605 wurde er Professor der Theologie, Propst an der Tübinger Stiftskirche und Kanzler der Universität Tübingen, was er bis zu seinem Lebensende blieb.
Osiander nahm an einigen Religionsgesprächen teilgenommen; so 1589 in Baden und 1601 in Regensburg. Er verfasste auch Dissertationen und Disputationen über das Konkordienbuch sowie polemische Werke. Er gab die biblia illustrata seines Vaters 1600 heraus, trat als Kirchenlieddichter in Erscheinung (drei Lieder sind bekannt) und verfasste ein Kommunionbüchlein, das 1590 in Tübingen erschien.
Osiander war mit Barbara Heiland, dem Patenkind von Martin Crusius, Tochter von Samuel Heiland, verheiratet. Aus der Ehe gingen 18 Kinder hervor, wovon sechs Söhne und zwei Töchter den Vater überlebten.

## Werke (Auswahl)
- De omnipraesentia Christi contra Christi. Waldensem. 1587
- Responsum ad analysin Gregorii de Valentia de ecclesia. 1593
- Papa non papa h. e. papae et papicolarum de praecipius chr. Fidei partibus lutherana. Tübingen 1599, 1610 u. ö.
- Praktisch-erbauliches wirtembergisches Communicantenbüchlein. 1590 u. ö.
- Assertiones Theologicae, De Conciliis. Tübingen, 1606
- Oratio Funebris, De Vita Et Obitu Illustrissimi Celsissimique Principis Ac Domini, Domini Friderici, Ducis Würtembergensis & Teccensis ...: qui 29. Ianuarii, Anno 1608. Stutgardiae defunctus est. Tübingen 1608
- Sermon Sur LẺvangile Ordinaire Du Quatrieme Dimenche apres lẺpiphanie: Presché à Montbeliard audit Dimenche, lản M.DC.IX. Mömpelgard, 1609
- Inquisitio Catholica De Tractandis Haereticis: Opposita Inquisitioni Hispanicae, eiusq[ue] crudelitatis authoribus & defensoribus. Tübingen, 1610
- Dissertatio De Fuga Pestis. Tübingen 1611
- Themata De Mediatore Theanthropō Jesu Christi Tum Personam tum officium eius spectantia. Tübingen, 1612